# Li Keyong
Li Keyong, 李克用, Lǐ Kèyòng; (* 852, nach anderen Angaben 856; † 908) war ein Truppenführer und Gouverneur des Kaisers von China.
Li Keyong war Oberhaupt der Shato-Türken und wurde 879 vom chinesischen Kaiser Tang Xizong (regierte 873–888) zu Hilfe gerufen, als Rebellen unter Huang Chao die Hauptstadt Chang’an eingenommen und großteils zerstört hatten. Seine Reitertruppen vertrieben die Rebellen durch einen Angriff von der Provinz Shanxi aus. Im Februar 883 kam es am Liangtian-Berg zur Schlacht. Huang Chao hatte etwa 150'000 Mann unter seinem Befehl. Li Keyongs Truppen waren zahlenmäßig geringer, aber wohl kampferprobter. Nach dem Sieg über die Rebellenarmee verfolgte Li Keyong Huang Chaos Truppen bis nach Shandong, wo er diese in der Nähe des Taishan-Berges soweit schwächte, dass Huang Chao sich 884 das Leben nahm. Im folgenden Jahr kehrte der Kaiser nach Chang’an zurück. Zur Belohnung für Li Keyong wurde das bereits bestehende Gouvernement Hebei durch Shanxi erweitert. Dieser vertrieb den Eunuchen Tian Lingci, der zuvor die faktische Macht am Kaiserhof innehatte und zwang den Kaiser ein weiteres Mal ins Exil zu gehen.